# Anthomyiopsis nigrisquamata
Anthomyiopsis nigrisquamata là một loài ruồi trong họ Tachinidae.